# JK羅琳的魔法奇蹟
《JK羅琳的魔法奇蹟》（英語：Magic Beyond Words: The J.K. Rowling Story，又名《超越文字的魔法》）是一部電視電影，由保羅·考夫曼執導，改編自尚恩‧史密斯的書籍《J‧K‧羅琳傳記》。
本片在加拿大卑詩省拍攝，於2011年7月18日在Lifetime上播放。

## 概述
主角J·K·羅琳由波普伊·蒙哥马利飾演，講述苦苦掙扎的單身母親J·K·羅琳成為一名作家，以及她在出版後成名的故事。

## 演員
- 波普伊·蒙哥马利（英语：Poppy Montgomery） 飾 J·K·羅琳
- 艾蜜莉·霍姆斯（英语：Emily Holmes） 飾 Diane Rowling
- 珍妮特·基德（英语：Janet Kidder） 飾 Anne Rowling
- 保羅·麥吉萊昂 飾 Peter Rowling
- 安東尼奧·庫普（英语：Antonio Cupo） 飾 Jorge Arantes

## 外部連結
- 官方网站（英文）
- 互联网电影数据库（IMDb）上《JK羅琳的魔法奇蹟》的资料（英文）
- J.K. Rowling Magic Beyond Words （需要Adobe Flash Player）（英文）